# Conviction
Conviction är en verklighetsbaserad amerikansk film från 2010 regisserad av Tony Goldwyn.

## Handling
En arbetande mamma studerar juridik för att kunna försvara sin bror som blivit oskyldigt dömd för mord och som har tömt sina chanser att överklaga med hjälp av offentliga försvarare. 

## Om filmen
Filmen är inspelad på ett flertal platser i Michigan. Den hade premiär vid Toronto International Film Festival den 11 september 2010.

## Rollista
| Hilary Swank        | – Betty Anne Waters      |
| Sam Rockwell        | – Kenneth (Kenny) Waters |
| Thomas D. Mahard    | – juridikprofessor       |
| Owen Campbell       | – Ben Miller             |
| Conor Donovan       | – Richard Miller         |
| Juliette Lewis      | – Roseanna Perry         |
| Peter Gallagher     | – Barry Scheck           |
| Laurie Brown        | – juridikprofessor       |
| John Pyper-Ferguson | – Aidan                  |
| Minnie Driver       | – Abra Rice              |
| Ele Bardha          | – Don                    |
| Melissa Leo         | – Nancy Taylor           |
| Ari Graynor         | – Mandy Marsh            |
| Bailee Madison      | – ung Betty Anne         |

### Webbkällor
- Conviction på Internet Movie Database (engelska)